# 警隊護送組
警隊護送組（英文：Force Escort Group，縮寫：FEG）前身為皇家護送隊，於1986年4月成立，隸屬於香港警務處行動處行動部西九龍總區交通部執行及管制組，由行動處處長直接指揮，主要責任為交通要員保護（包括國家元首、重要人物及殉職香港公務員靈柩），國寶、武器及危險性物質等保鏢任務；確保路途保安，帶領被保護對象能夠準時及順利抵達其目的地，為警務處最前線的接待角色之一，代表香港特別行政區政府以至中華人民共和國政府對被護送人士的重視及看顧。此外，警隊護送組亦負責押解高危險性犯人。

## 組織
警隊護送組由各陸上總區交通部人員所組成，由一名警司出任主管，由一名總督察出任副主管，由警務處副處長（行動）直接指揮。根據5個陸上總區，人員被配至5小隊，每區共有10名人員，其中以東九龍總區的小隊為主隊，負責處理所有護送相關的策劃工作；加上7名後勤人員，為數共59名。除了主隊之外，其餘4隊僅在有需要時才會集合，崗位屬於兼任職務。

### 歷任主管
- 史丹頓（Ian Stenton）
- 戴朗（Dave Tallon）
- 簡迪文（外籍；2008年至2011年）
- 吳豪峰（2011年[2]至2013年）
- 顧又奇（2013年至2015）
- 何家輝（2015至2017年3月14日）
- 戚銘任（2017年3月15日至今）[3]

## 歷史
順應英國雅麗珊郡主（兼時任的皇家香港輔助警察隊榮譽總監）訪問香港，皇室護送隊於1986年4月成立，當時有15名人員。成立前，相關任務由香港島總區交通部及警察駕駛訓練學校組成的護送隊負責。
1997年7月1日香港回歸，皇家護送隊更名為警隊護送組。
2008年至2011年年間簡迪文警司出任警隊護送組主管期間進行了多項改革，包括重組組織、增設總部隊以應付不斷增加的工作量，及統一每年兩次的遴選及訓練課程等。2010年，警隊護送組共出動1,636人次， 執行117次任務。2011年4月，警隊護送組派遣5名人員前往深圳市公安局交警部，以協助相關單位準備於同年8月舉行的2011年世界大學生夏季運動會。同年，警隊護送組共動員96次，出動逾1,600人次，涉及1,767工日，以執行117次任務
2012年，警隊護送組遠赴英國倫敦觀摩2012年夏季奧林匹克運動會及2012年夏季傷殘奧林匹克運動會的保安安排，其後訪問了日本東京警視廳、美國紐約警察局及新加坡警察部隊。同年，警隊護送組共執行115次任務，涉及2,006個工日。
2013年，警隊護送組共出動員93次，涉及1,318工日。

## 遴選訓練
投考加入警隊護送組的人員必須擁有駐守於交通部的資歷，擁有至少兩年駕駛大型警察電單車的經驗，駕駛技術高級超卓。成功通過遴選的人員，必須接受為期5天不同種類的課程或訓練──警隊護送組標準課程。訓練內容以個人技術為主，包括筒陣訓練、（包括靜止起動、窄路調頭、前方障礙物處起步、定點迴轉、高速收掣轉向、急速煞掣再穿越障礙物等訓練在內的）轉向及防撞練習等操控訓練、車隊組合及穿越筒陣等等。 每年均有逾20名人員成功通過遴選參與課程，然而僅5至6名能夠通過考核及入伍。成功通過標準課程的人員，將會被安排接受不同類型的課程，包括電單車要員護送訓練課程（英文：Motorcycle VIP Escort Training Courses）。
警隊護送組亦經常舉辦交流活動，就不斷地更新以及制定護送策略、戰術、後勤支援、人員安全及訓練等作出研究以及探討；包括出訪海外其他相關部門，例如美國特勤處總統車隊護送組（英文：Motorcade Support Unit，縮寫：MSU）等等。 於2011年夏季世界大學生運動會前（由2010年7月開始），警隊護送組與深圳市公安局交警部進行交流，向後者講解警隊護送組的車隊護送策略概念及舉行簡報會。深圳市公安局交警部於2010年11日派出了一支20人代表團到訪香港，觀摩警隊護送組的策略。於2011年4月，深圳市公安局交警部再次邀請了5名警隊護送組人員到深圳訪問，於其訓練場地向逾60名深圳各區公安局人員示範駕駛技巧。歷月，深圳市公安局交警部人員於警隊護送組標準課程中擔任觀察員，以為深圳於其後舉行的2011年夏季世界大學生運動會作好準備。

## 相集

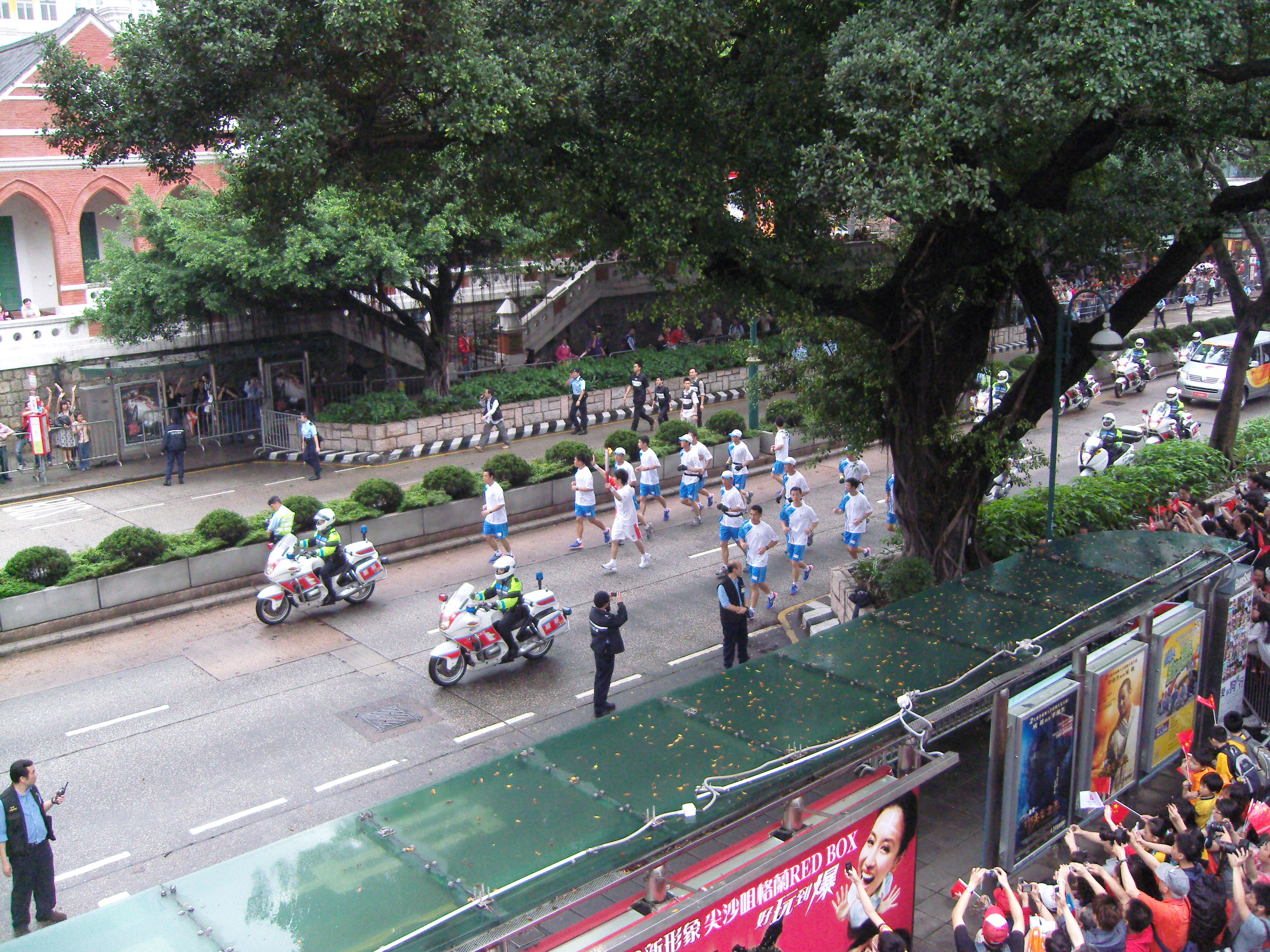
於2008年夏季奧林匹克運動會香港區火炬接力時，警察護送組出動執勤。
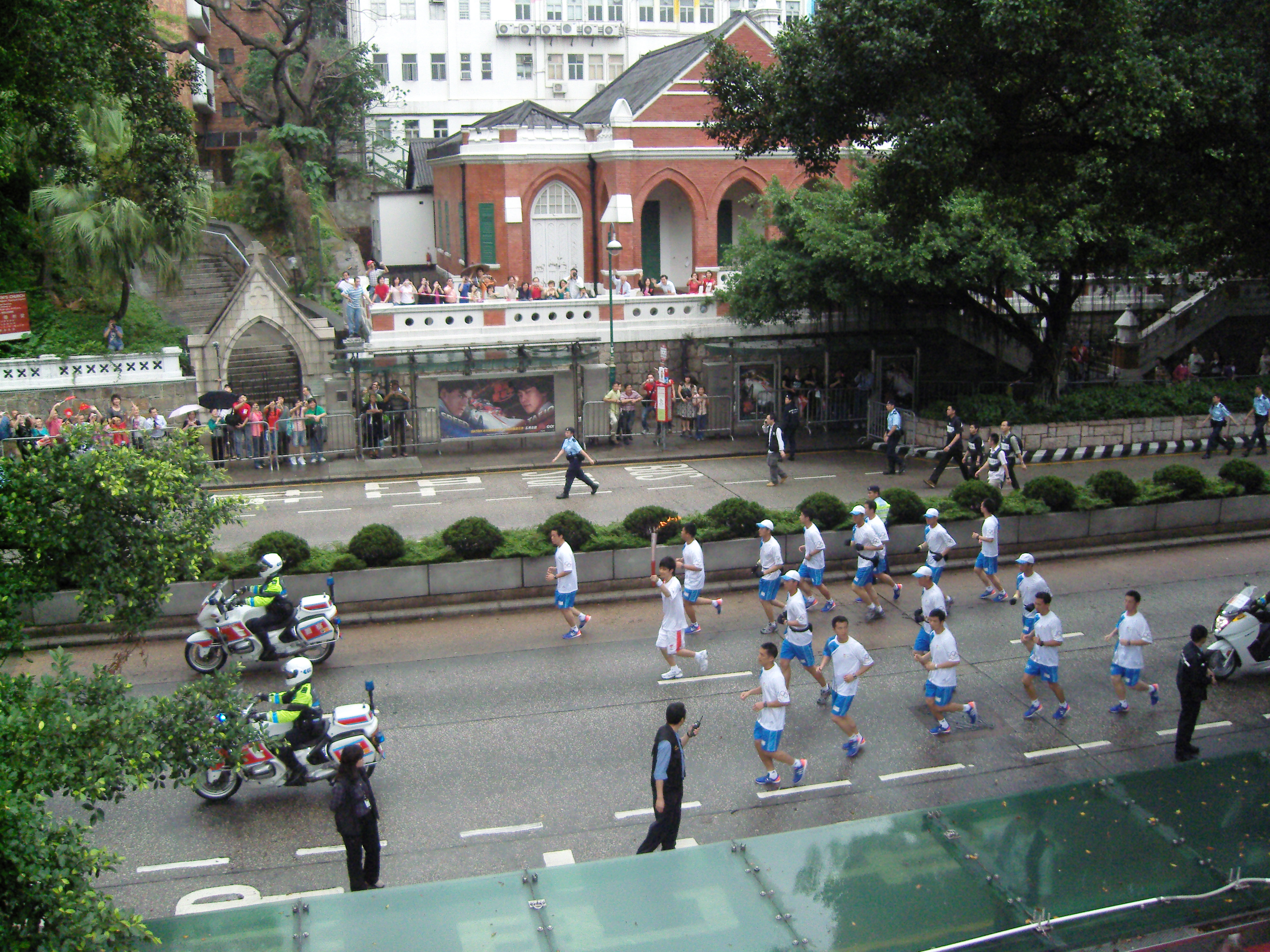
於2008年夏季奧林匹克運動會香港區火炬接力時，警察護送組出動執勤。
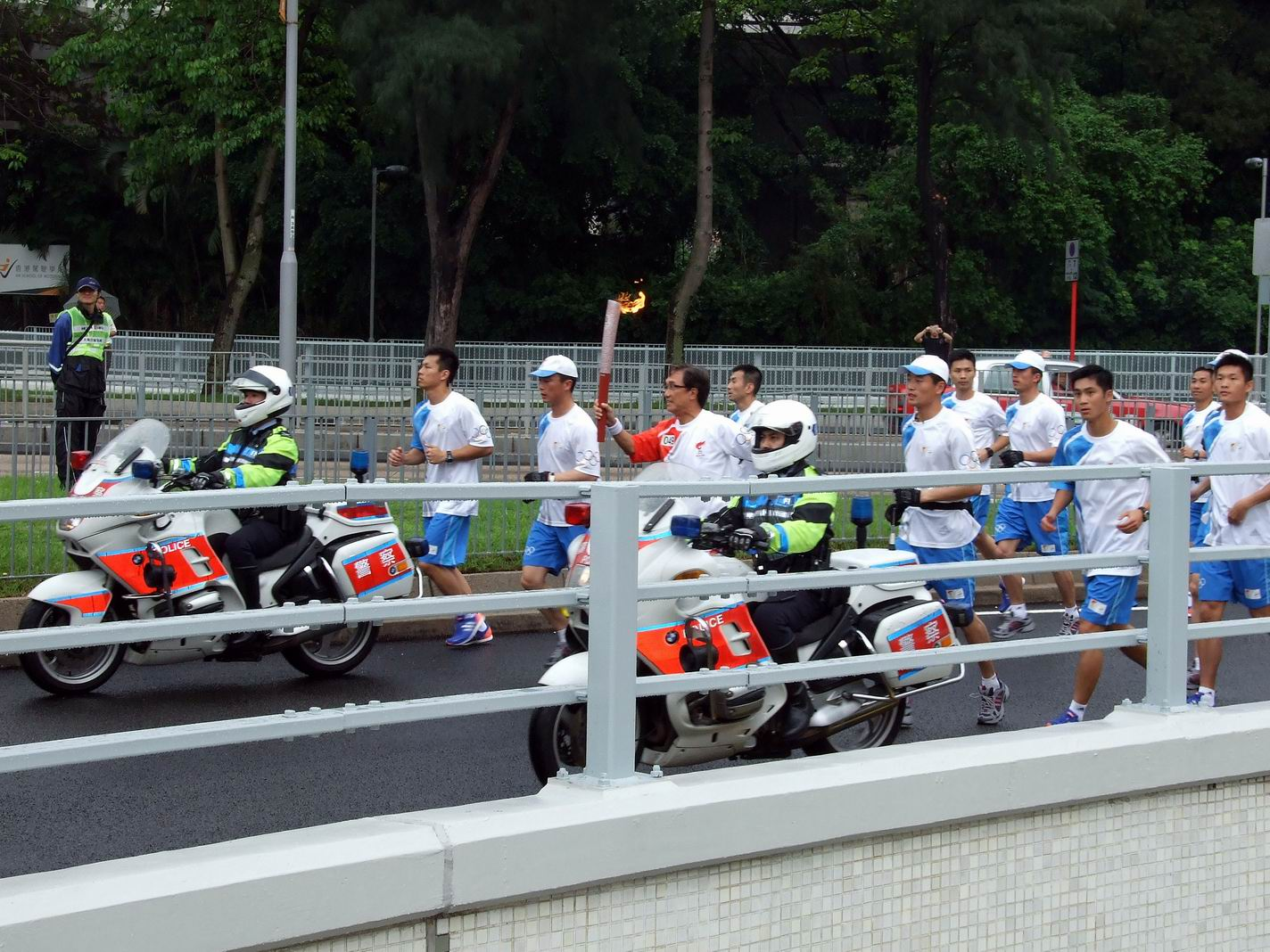
於2008年夏季奧林匹克運動會香港區火炬接力時，警察護送組出動執勤。
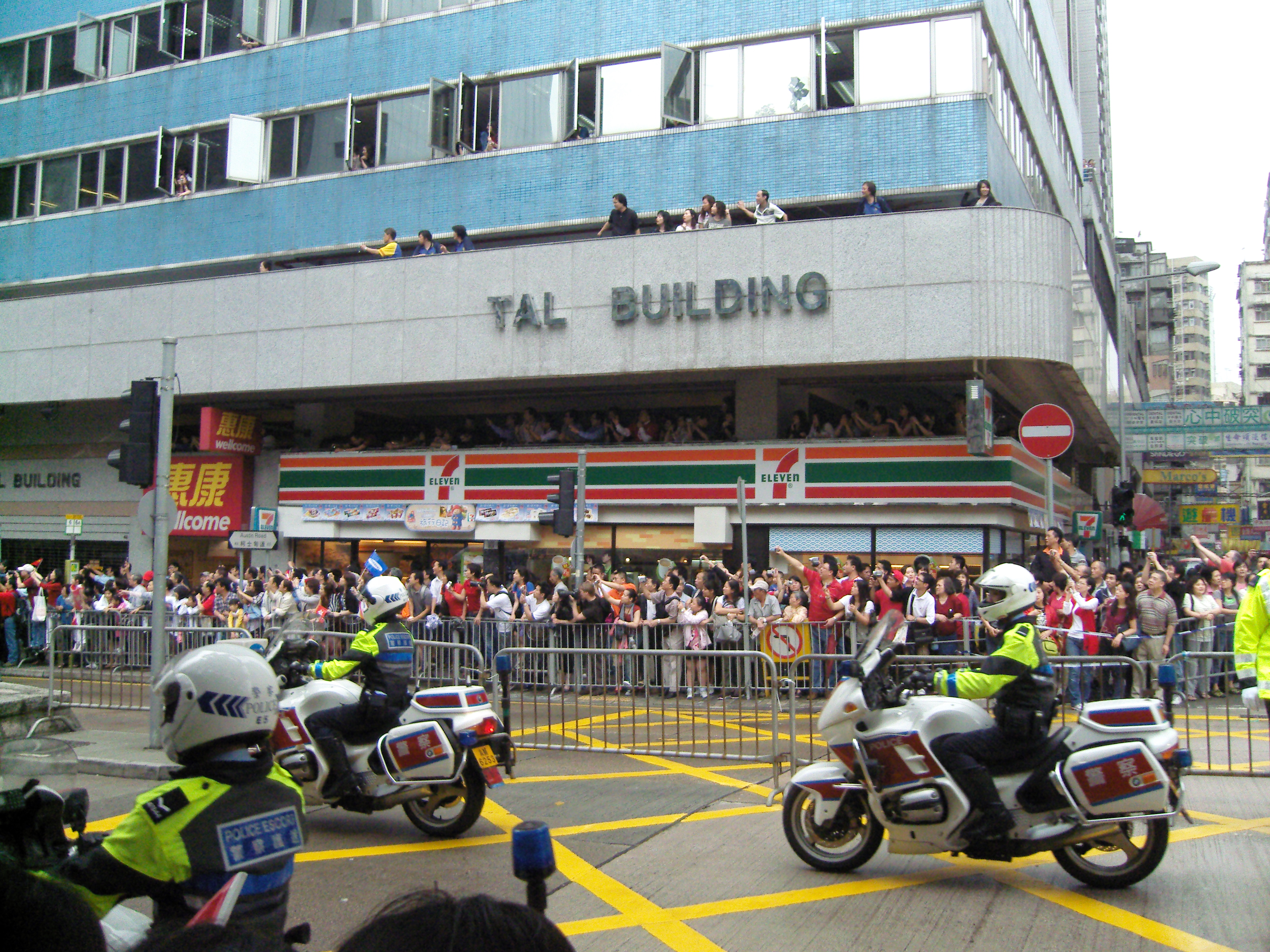
於2008年夏季奧林匹克運動會香港區火炬接力時，警察護送組出動執勤。
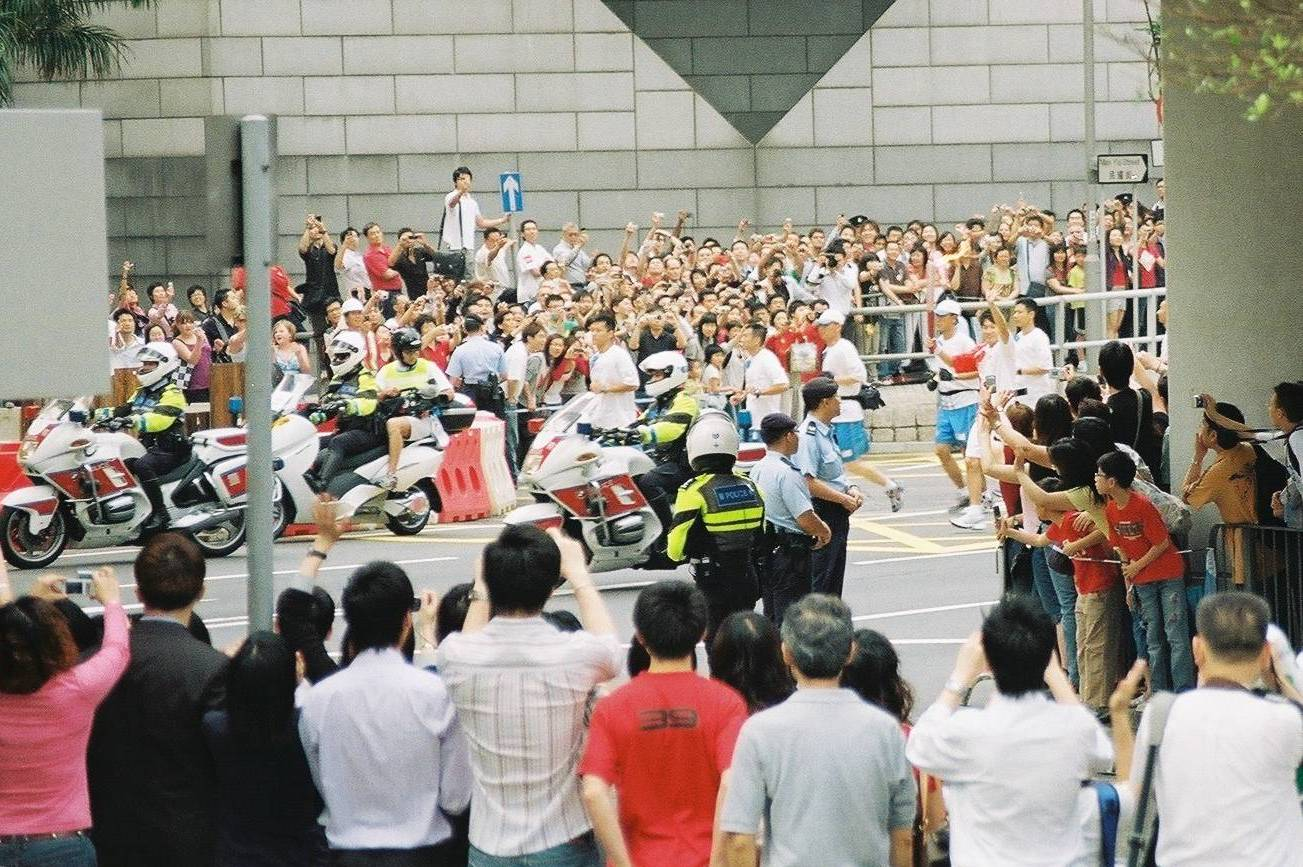
於2008年夏季奧林匹克運動會香港區火炬接力時，警察護送組出動執勤。
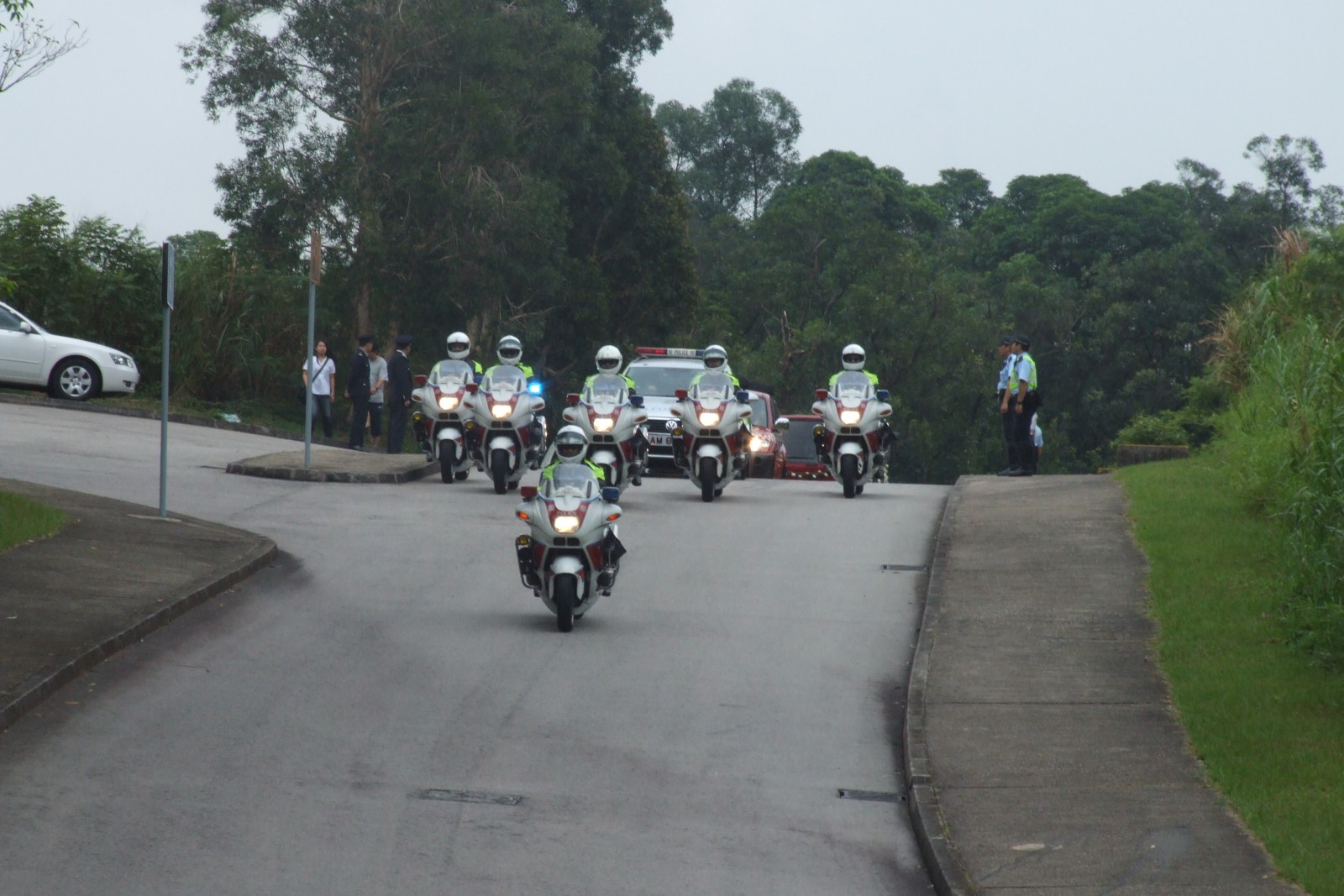
警察護送組護送殉職消防員陳兆龍的靈柩前往浩園。

## 大事記
- 香港回歸紀念日
- 世界貿易組織第六次部長級會議，出動了共464次。[16]
- 2008年夏季奧林匹克運動會香港區火炬接力，警隊護送組出動保護聖火及火炬手。
- 2008年夏季奧林匹克運動會馬術比賽
- 中國副總理李克強訪問香港，警隊護送組全員數出勤。[17][18]

## 相關參見
- 中央解犯組
- 要員保護組
- 保護證人組
- 特別任務連
- 香港警察車輛